# Mestre Sublime (Carbonária)
Mestre Sublime é o quarto e último grau dos membros da organização secreta de carácter político-religioso Carbonária Portuguesa.
A origem do seu nome prende-se aos primordios da fundação da Carbonária enquanto associação secreita, que exerceu a sua principal actividade desde o fim do sec XVIII a meados do século XIX, os primeiros carbonários nas suas comunicações, usavam de expressões próprias dos ofícios porque eram denominados os seus membros em Itália (carbonari - carvoeiros) e, em França (fendeurs - lenhadores), esta organização também era denominada como Maçonaria Florestal, sendo que a designação de Mestre não é estranha a esta organização, .
Sendo o quarto grau sabe-se que era atribuído exclusivamente por distinção e que os seus membros eram os únicos que podiam integrar os órgãos superiores desta organização, a saber, a Venda Jovem-Portugal, o Tribunal Secreto e a Alta-Venda.
O grau anterior a este era o de Mestre na estrutura da Carbonária Portuguesa .